# Алекс Кроак
Алекс Кроак (англ. Alex Croak, 9 липня 1984) — австралійська гімнастка і стрибунка у воду.
Учасниця Олімпійських Ігор 2000, 2008 років.
Призерка Чемпіонату світу з водних видів спорту 2011 року.
Переможниця Ігор Співдружності 2010 року, призерка 2006 року.